# Celedonio Romero
Celedonio Romero (Cienfuegos, 2 de março de 1913 – San Diego, 8 de maio de 1996) foi um violonista, compositor e poeta espanhol.

## Biografia
Celedonio Romero nasceu em Cienfuegos, Cuba, enquanto seus pais estavam em uma viagem de negócios para a ilha. Começou a tocar violão aos 5 anos de idade e acabou estudando teoria musical, harmonia, composição e contraponto no Conservatório de Málaga e no Conservatório Real de Madrid, onde foi ensinado por Joaquín Turina. Romero nunca estudou com um professor de violão. Embora tenha feito sua estreia em concertos aos 22 anos e fosse bem conhecido na Espanha, o governo de Franco recusou-se a permitir que ele fizesse shows no exterior, mantendo-o desconhecido do resto do mundo. Sua esposa, Angelita, era uma cantora e atriz de palco que estudou na Royal Academy of Fine Arts de Málaga.
Depois de obter secretamente um visto estadunidense, a família obteve permissão para visitar um parente doente em Portugal em 1957. No entanto, em vez de retornar à Espanha, a família se estabeleceu no sul da Califórnia, e Celedonio e seus três filhos Celin, Pepe e Angel começaram um quarteto de violões, The Romeros, e também começou a aceitar alunos de guitarra. Celedonio Romero foi o primeiro professor de Christopher Parkening; e então Pepe também ensinou Parkening. Angelita Romero pode ser ouvida tocando castanholas em algumas das gravações do quarteto.
Celedonio fez um grande número de gravações, tanto solo quanto com os Romeros, que apareceram nas gravadoras Delos e Philips. Ele também escreveu mais de 100 composições para violão, incluindo uma dúzia de concertos.
Romero morreu de câncer de pulmão aos 83 anos em San Diego, Califórnia. Ele foi introduzido no Orden de Isabel la Católica pelo Rei Juan Carlos I. Ele também foi feito um "Caballero del Santo Sepulcro" ("Cavaleiro do Santo Sepulcro") pelo Papa João Paulo II.

## Composições
Muitas das datas abaixo são datas de publicação, e não quando o trabalho foi composto pela primeira vez.
- Suite andaluza: para guitarra
- Estudio. La Mariposa
- Tango Angelita: para voz e violão ou violão solo (1931)
- Noche en malaga (1940)
- Prelúdio Romântico (1945)
- Gavota para guitarra (1980)
- Tema y variaciones: Homenaje a Fernando Sor: para guitarra (1981)
- Cinco preludios para guitarra (1981)
- Concierto de Málaga: por soleares (1981; orquestração de Federico Moreno Torroba)
- La Catedral de Colonia: para guitarra (1983)
- Diez preludios: VI al XV, para guitarra (1983)
- Preludios; y, Canción para guitarra (1983)
- Dos mazurkas para guitarra (1983)
- Sonata scarlatta: para guitarra: não. 1 para guitarra (1984)
- Celin: tango: para guitarra (1984)
- Fiesta andaluza: concierto para guitarra y orquesta (1985)
- Sonata Scarlatta: não. 2 para guitarra (1986)
- El cortijo de Don Sancho: suite para guitarra y orquesta (1986)
- Fantasia cortesana: suite antigua para guitarra y orquesta (1986)
- Los Maestros: tres canciones para tres principales: guitarra (1986)
- Suite madrileña, nº. 1 para guitarra (1986)
- Suite madrileña, nº. 2 (1986)
- Pepe: vals, para guitarra (1986)
- Angel: vals no. 1 para guitarra (1986)
- Angel vals: no. 2 para guitarra (1986)
- Guitarras del museo: para quintarra y orquesta (1987)
- Nocturno de la bahia y la farola (1987)
- La Petenera se ha muerto y los pajaros vuelan: para violão (1987)
- El Embrujo de gibralfaro y puerta oscura: concierto no. 8 (1988)
- Fantasia española: poema a la guitarra (guitarra y orquesta) (1988)
- Suíte número 9 (La española): Concerto para 2 violões e orquestra (1992)
- Canción (sobre la petenera) (1993)
- Habanera (1993)
- Danza andaluza: no. 1 (1993)
- Danza andaluza: no. 1 (1993)